# Clementsiella
Clementsiella là một chi thực vật có hoa trong họ Hòa thảo (Poaceae).

## Loài
Chi Clementsiella gồm các loài: